# Siberische linie

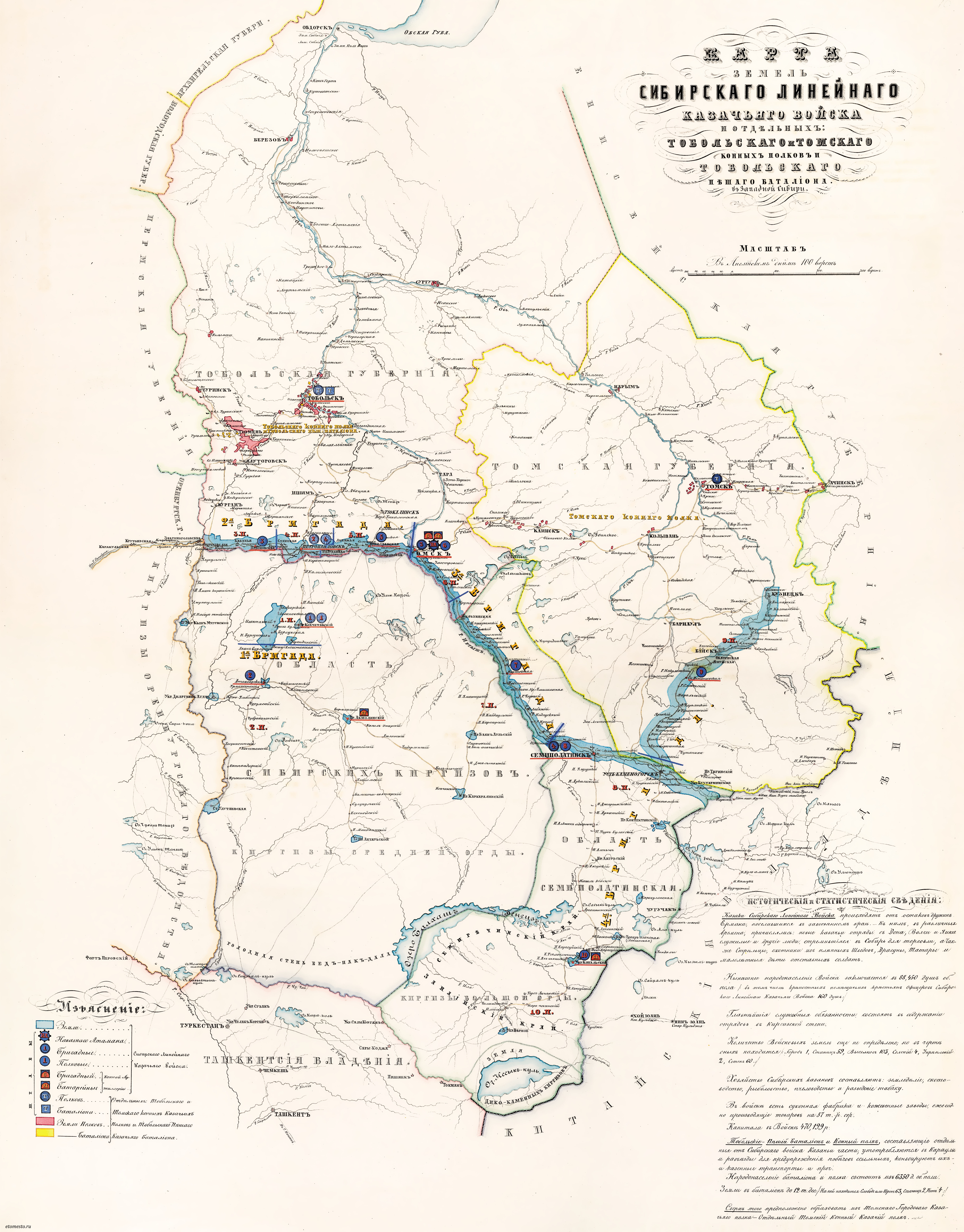
kaart van de Siberische linie (1858): van Zverinogolovskoje in het westen tot Koeznetsk (Novokoeznetsk) in het oosten

De Siberische linie (Russisch: Сибирская линия; Sibirskaja linia) was een systeem van verdedigingswerken (forten, voorposten en redoutes) in de oostelijke en zuidoostelijke grensgebieden van Rusland van de 18e tot de 19e eeuw, gericht tegen invallen van nomadische volkeren.
Onderdeel van de linie vormden de grensverdedigingslinies Tobol-Isjimlinie (gebouwd tussen 1752 en 1755), de Irtysj-linie (1745 tot 1752) en de Kolyvan-Koeznetsklinie (1747 tot 1752).
De linies vormden een groot complex in het zuidwesten van Siberië en vormden onderdeel van een van de belangrijkste Russische perioden in de geschiedenis van Siberië, de 17e en 18e eeuw, tijdens welke een netwerk van militaire, industriële, militair-bestuurlijke en handelscentra ontstonden, die bijna allemaal in meer of mindere mate in verbindings tonden met de machtige Siberische rivieren Ob, Irtysj, Jenisej en hun stroomgebieden. Onder de strenge klimatologische omstandigheden van Siberië, met slechts een korte periode dat schepen konden varen, bleek de noodzaak van nieuwe verbindingen voor het verbeteren van de handel voor de groeiende steden en halverwege de 18e eeuw ontstond daarop de Siberische Trakt.
In 1716 werd een expeditie uitgevoerd onder leiding van de Duitse kolonel in Russische dienst Ivan Buchholz per oekaze van Peter de Grote met als opdracht om een geschikte route te vinden voor de Siberische linie, waarbij versterkte plaatsen (zoals Omsk) en forten werden gebouwd langs de Irtysj.
Tot het midden van de 18e eeuw bedekte de Siberische linie een enorm gebied van de Oeral tot de Altaj, maar ondanks de bouw van een groot aantal forten en ostrogs, vormde het slechts een zwak verdedigd netwerk.
In 1752 vaardigde de Regerende Senaat een decreet uit voor de bouw van een nieuwe linie met verdedigingswerken met 14 dubbele hexagonale forten, met de naam "Nieuwe" Siberische linie. Alle forten en voorposten langs de Irtysj en Isjim werden daarbij herbouwd. Het fort van Omsk werd in 1764 het belangrijkste fort aan de Siberische linie.
In 1764 werden alle inwoners van de Siberische steden langs de linie en alle kozakken die langs de linie waren gelegerd "Siberische liniekozakken” genoemd. De kozakken die de linies langs de Isjim, Irtysj en Kolyvan verdedigden werden in 1808 verenigd in de vojsko van de Siberische Kozakken.
Tegen het einde van de 18e eeuw werden de Zuid-Siberische verdedigingslinies voltooid, waarmee de aanvallen van de nomaden effectief tot staan werden gebracht. De Siberische linie verloor haar functie en het merendeel van de forten werd opgeheven. De houten forten bleven als overblijfsel van deze periode staan, maar vergingen langzamerhand onder invloed van de weerelementen.